# ウィリアム・トムソン
初代ケルヴィン男爵ウィリアム・トムソン（英: William Thomson, 1st Baron Kelvin OM, GCVO, PC, PRS, PRSE、1824年6月26日 - 1907年12月17日）は、アイルランド生まれのイギリス (当時のグレートブリテンおよびアイルランド連合王国)の物理学者。
爵位に由来するケルヴィン卿（Lord Kelvin）の名で知られる。

## 概要
特にニコラ・レオナール・サディ・カルノーの理論を発展させた絶対温度の導入、ルドルフ・クラウジウスと独立に行われた熱力学第二法則（トムソンの原理）の発見、ジェームズ・プレスコット・ジュールと共同で行われたジュール＝トムソン効果の発見などといった業績がある。
これらの貢献によって、クラウジウス、ウィリアム・ランキンらと共に古典的な熱力学の開拓者の一人と見られている。
この他、電磁気学や流体力学などをはじめ古典物理学のほとんどの分野に600を超える論文を発表した。
また、電磁誘導や磁気力を表すためにベクトルを使い始めた人物でもある。

## 年譜
- 1824年 - アイルランド、アルスター地方のアントリム県ベルファストに生まれる。
- 1834年 - グラスゴー大学へ入学。
- 1841年 - ケンブリッジ大学へ入学（1845年卒業）。
- 1846年 - グラスゴー大学の自然哲学教授となる（1899年まで）。
- 1848年 - 絶対温度目盛を導入。
- 1851年 - 熱力学の第二法則を定式化。王立協会会員となる[1]。
- 1852年 - ジュール＝トムソン効果を発見。
- 1858年 - 海底電信用に反照検流計を発明。鏡検流計とも。
- 1862年 - 地球の年齢を2000万年から4億年と概算。
  - 1866年 - 大西洋横断電信ケーブルの敷設に成功。この功績でナイトに叙せられ、サー・ウィリアムとなる。
- 1867年 - 象限電位計を発明。
- 1870年 - 絶対電位計を発明。
- 1876年 - ビナクルを自差修正装置とした磁気コンパスを発明し特許を取得。英海軍に採用されたが、その後も少しずつ改良されて全世界で利用された。
- 1890年 - 王立協会会長に就任（1894年まで）。
- 1892年 - 初代ケルヴィン男爵に叙せられ、ケルヴィン卿となる。
- 1896年 - ロイヤル・ヴィクトリア勲章を授けられる。
- 1902年 - メリット勲位を授けられる（創設時の12人の一人）。
- 1904年 - グラスゴー大学総長に就任。
- 1907年 - スコットランド、エアーシャーのラーグスで死去。ウェストミンスター寺院に葬られた。

## 経歴

### 生い立ち
1824年6月26日、アイルランドのベルファストで2人兄弟の次男として生まれた。父親のジェームズ・トムソンはスコットランド系アイルランド人の農家の生まれで、教師として働く傍ら独学でグラスゴー大学へ入学し、ベルファスト大学の数学教授となった。トムソンは兄とともに父から家庭で教育を受けた。兄のジェームズ（父と同名）も後に物理学者となり、圧力による氷点降下や水の三重点を発見している。父は1832年にグラスゴー大学へ赴任するが、幼い頃から神童ぶりを発揮していたトムソンは、その2年後わずか10歳でグラスゴー大学への入学を許可された。1841年からはケンブリッジ大学ピーターハウス・カレッジで学び、1845年に次席で卒業した。その後パリのルニョーのもとで学んだ。そして翌1846年に22歳の若さでグラスゴー大学の教授に就任し、イギリスの大学で初めて物理学の研究室を作った。

### 電磁気
ケンブリッジ大学在学中の1842年からトムソンは独自の研究を開始した。この年発表した、熱の分布と静電気力の分布の比較研究による論文は、電磁場と非圧縮性弾性体の間の類似点を指摘していた。1845年の論文では、電磁誘導を何らかの媒体（現在「場」と呼ばれているもの）によるというファラデーの考えに数学的な表現を与えた。これらは後のマクスウェルに重大な示唆を与えるものだった。
1849年から10年間、トムソンはファラデーが発見した常磁性と反磁性、およびその理論を一般化するための研究を行った。ここで透磁率と磁気感受率という概念を導入し、磁石のもつ全エネルギーを表す式を導いた。電気においては、電流の流れる回路のもつエネルギーを表す式を得て、1853年に振動回路の理論を発展させた。これは1857年に実験で確かめられ、後にヘルツによって電波を発生させるのに使われた。
1851年、ヴェーバーが国際単位系の電磁気への拡張を提案したとき、トムソンはこれを受けてダニエル電池の起電力やジュールの法則の計算を行い、さらに英国学術協会に電磁気の標準を決定するように働きかけた。

### 熱力学
1845年、ケンブリッジ大学を卒業したトムソンは、パリのルニョーのもとで実験技術を磨き、同時にクラペイロンの論文を通じてカルノーの研究を知った。トムソンはルニョーの実験結果とカルノーの研究結果を発展させ、1848年に、「温度が物体中のエネルギー総量を表す」という絶対温度の概念を導いた。この単位は後に彼にちなんでケルビン（K）と呼ばれるようになった。また熱素説が残っていた当時、ジュールが発表していた「熱はエネルギーの一形態である」という論文を高く評価し、1851年に「熱を全て仕事にすることはできない（トムソンの原理）」ならカルノーの理論とジュールの法則が矛盾しないということを示した。これは現在熱力学の第二法則と呼ばれている。
同じく1851年からは熱電気の研究を行い、「温度勾配がある物質に電流を流すと熱の移動が起こる」というトムソン効果を発見した。
1847年のオックスフォードで初めて会ってから数年間、トムソンとジュールは共同で研究を行った。1852年、二人は細いノズルから気体を噴出させる実験を行い、ジュール＝トムソン効果を発見した。

### 地球物理学
1862年、トムソンはフーリエの熱伝導理論を用いて球の冷却速度を計算し、地球の年齢が数千万年、長くても4億年を越えることはないと結論した。これは地球全体がどろどろに融けた状態から現在の温度に冷えるまでの時間を求めたものであった。またトムソンは同年に、太陽の熱が重力収縮によって発生するとし、太陽の年齢を1億年未満、最大で5億年とした。別々に計算した太陽と地球の年齢がおおむね一致し、トムソンの議論を説得力のあるものにした。しかし、地質学の斉一説とは矛盾し、当時生まれたばかりの進化論を交えて一部の地質学者と論争になった。
トムソンの計算は、当時発見されていなかった放射性元素の崩壊熱や核融合のエネルギーが考慮されておらず、また地球内部の熱伝導率が場所によらず一定という仮定が誤っていたため、正しい値からは大きくずれていた。現代では、トムソンの地球の年齢推定が大きくずれていた理由は、地球内部の対流により熱が表層よりも内部で速く伝わることを知らなかったことが大きく、放射性崩壊熱の影響は小さいとわかっている。
1863年にトムソンは、地球の形状が太陽や月の潮汐力によって変形していること（地球潮汐）を利用して地球のかたさを求めた。

## 人物
キリスト教（非国教派）の敬虔な信者であった。ライト兄弟が空を飛ぶ数年前に、「空気より重い機械が空を飛べるわけがない」と言っていた。彼の発言として記録に残っているものには、「電波には未来などない」や「X線はそのうちいたずらとわかるだろう」などもある。ケンブリッジ大学在学中はスポーツにも取り組み、オックスフォード大学とのボートレースにも参加した。特にヨットに熱心で、海に関するあらゆるものに関心を持った。
かつて、クライズデール銀行が発行する100ポンド紙幣に肖像が使用されていた。

## 受賞歴
- 1856年 - ロイヤル・メダル、ベーカリアン・メダル
- 1876年 - マテウチ・メダル
- 1879年 - アルバート・メダル
- 1883年 - コプリ・メダル
- 1892年 - ヘルムホルツ・メダル
- 1905年 - ジョン・フリッツ・メダル